# Communauté de communes Pays de Nemours
La communauté de communes Pays de Nemours est une communauté de communes située dans la région Île-de-France et le département de Seine-et-Marne.

## Historique
La communauté de communes Pays de Nemours  a été créée le 10 décembre 2009.
- La commune de Garentreville a adhéré à la communauté le 1er janvier 2010.
- La commune de Larchant a adhéré à la communauté le 1er janvier 2011.
- Les communes d'Amponville, Boulancourt, Burcy, Buthiers, Fromont, Guercheville, Nanteau-sur-Essonne, Rumont et Villiers-sous-Grez provenant de l'ex-communauté de communes des Terres du Gâtinais ont adhéré à la communauté le 1er janvier 2017[2].

## Territoire communautaire

### Composition
La communauté de communes est composée des 21 communes suivantes :

| Nom                      | Code Insee | Gentilé         | Superficie (km2) | Population (dernière pop. légale) | Densité (hab./km2) |
| ------------------------ | ---------- | --------------- | ---------------- | --------------------------------- | ------------------ |
| Nemours (siège)          | 77333      | Nemouriens      | 10,83            | 13 118 (2022)                     | 1 211              |
| Amponville               | 77003      | Amponvillois    | 12,3             | 351 (2022)                        | 29                 |
| Bagneaux-sur-Loing       | 77016      | Balnéolitains   | 5,26             | 1 582 (2022)                      | 301                |
| Boulancourt              | 77046      | Boulancourtois  | 6,44             | 341 (2022)                        | 53                 |
| Burcy                    | 77056      | Burcyssiens     | 7,03             | 148 (2022)                        | 21                 |
| Buthiers                 | 77060      | Butherrois      | 19,67            | 771 (2022)                        | 39                 |
| Châtenoy                 | 77102      | Castelnéociens  | 4,87             | 157 (2022)                        | 32                 |
| Chevrainvilliers         | 77112      | Capaivillariens | 8,95             | 255 (2022)                        | 28                 |
| Darvault                 | 77156      | Darvaultois     | 7,83             | 946 (2022)                        | 121                |
| Faÿ-lès-Nemours          | 77178      | Fayssiens       | 7,78             | 498 (2022)                        | 64                 |
| Fromont                  | 77198      | Fromontois      | 10,72            | 230 (2022)                        | 21                 |
| Garentreville            | 77200      | Garentrevillois | 6,35             | 123 (2022)                        | 19                 |
| Grez-sur-Loing           | 77216      | Grézois         | 12,97            | 1 457 (2022)                      | 112                |
| Guercheville             | 77220      | Guerchevillois  | 9,21             | 272 (2022)                        | 30                 |
| Larchant                 | 77244      | Lyricantois     | 29,24            | 729 (2022)                        | 25                 |
| Moncourt-Fromonville     | 77302      | Moncourtois     | 8,17             | 1 908 (2022)                      | 234                |
| Nanteau-sur-Essonne      | 77328      | Nantessonnais   | 12,92            | 410 (2022)                        | 32                 |
| Ormesson                 | 77348      | Ormessonnais    | 3,81             | 244 (2022)                        | 64                 |
| Rumont                   | 77395      | Rumontois       | 6,61             | 126 (2022)                        | 19                 |
| Saint-Pierre-lès-Nemours | 77431      | Saint-Pierrois  | 21,62            | 5 424 (2022)                      | 251                |
| Villiers-sous-Grez       | 77520      | Villarons       | 12,25            | 684 (2022)                        | 56                 |

### Démographie
| 1968   | 1975   | 1982   | 1990   | 1999   | 2007   | 2012   | 2017   |
| ------ | ------ | ------ | ------ | ------ | ------ | ------ | ------ |
| 19 068 | 22 673 | 25 157 | 27 486 | 29 517 | 29 764 | 29 828 | 29 780 |

## Organisation

### Siège
Le siège de la communauté de communes est situé 41 quai Victor Hugo à Nemours.

### Élus
La communauté est administrée par un conseil communautaire constitué, pour la mandature 2020-2026, de 49  conseillers municipaux des communes membres, répartis en fonction de leur population de la manière suivante :
 
- 19 délégués pour Nemours ;

- 8 délégués pour Saint-Pierre-lès-Nemours ;

- 2 délégués pour Moncourt-Fromonville, Bagneaux-sur-Loing et Grez-sur-Loing ;

- 1 délégué ou son suppléant pour les autres communes.
Au terme des élections municipales de 2020 en Seine-et-Marne, le conseil communautaire renouvelé du 8 juillet 2020 a élu sa nouvelle présidente, Valérie Lacroute, maire de Nemours, ainsi que ses 14 vice-présidents, qui sont, : 
1. M.  Claude Jamet, maire de Bagneaux-sur-Loing, chargé du développement économique, des emplois, des zones d’activité, de la politique locale du commerce et de l’opération Cœur de Ville ;
2. Bruno Landais,  maire de Saint-Pierre-lès-Nemours, chargé du projet de territoire, de l’aménagement de l’espace, de l’urbanisme, des gens du voyage et du pôle-gare ;
3. Christian Peutot, maire de Faÿ-lès-Nemours, chargé de l’environnement (PCAET), de l’aménagement numérique, des équipements culturels d’intérêt communautaire, de la mise en réseau des points de lecture publique ;
4. Didier Chassain, maire ed de Darvault, chargé  du logement (PLH), des équipements sportifs d’intérêt communautaire (complexe sportif et de loisirs), de l’action sociale d’intérêt communautaire (RAM-LAEP) ;
5. Christophe Chamoreau, maire de Buthiers, chargé du tourisme, de la collecte et traitement des déchets, de l’EPAGE du Loing et de la GEMAPI ;
6. Michaël Beugin, maire de Montcourt-Fromonville, chargé de la mutualisation, des finances et des ressources humaines ; démissionnaire
7. François-Xavier Duperat, maire d'Amponville ;
8. Gilles Augé, maire de Guercheville ;
9. Olivier Mauxion, maire de Nanteau-sur-Essonne ;
10. Alain Poursin, maire d'Ormesson ;
11. Philippe Chalmette, maire de Burcy ;
12. Éric Jaire, maire de Boulancourt ;
13. Denis Celadon, maire de Châtenoy  ;
14. Benoît Oudin, maire de Chevrainvilliers.

Le bureau de la communauté de communes pour la mandature 2020-2026 est constitué de la présidente, des 14 vice-présidents et de 6 autres membres, qui sont François Roisneau, Jacques Bedossa, Jean-Luc Racinet, Patrice Barbaud, Vincent Mevel et Thierry Masson, de manière que chaque commune membre y soit représentée.
À la suite de la démission de Michaël Beugin de son mandats de maire de Montcourt-Fromonville,survenu en mai 2021, il perd sa qualité de conseiller communautaire et donc son mandat de vice-président, et est remplacé par le conseil communautaire[Quand ?] par Maxime Labelle, nouveau maire de Montcourt-Fromonville[réf. nécessaire]

### Liste des présidents
| Période       | Période                       | Identité          | Étiquette | Qualité |
| ------------- | ----------------------------- | ----------------- | --------- | --- |
| décembre 2009 | avril 2014                    | Claude Jamet      | DVG       | Agent de maîtrise en retraite Maire de Bagneaux-sur-Loing (2001 → ) Conseiller général de Nemours (2011 → 2015) Président de l'OPH Val du Loing Habitat                      |
| avril 2014,   | juillet 2017                  | Valérie Lacroute. | LR        | Consultante transport Maire de Nemours (2008 → 2017 et 2020 → ) Députée de Seine-et-Marne (2de circ.) (2012 → 2020) Démissionnaire à la suite de sa réélection comme députée |
| juillet 2017  | juillet 2020                  | Vincent Mével     | SE        | Restaurateur Maire de Larchant (2008 → ) |
| juillet 2020  | En cours (au 3 décembre 2020) | Valérie Lacroute  | LR        | Consultante transport Maire de Nemours (2008 → 2017 et 2020 → ) Présidente du SMETOM (2020 → )                                                                               |

### Compétences
L'intercommunalité exerce les compétences qui lui ont été transférées par les communes membres, dans les conditions fixées par le code général des collectivités territoriales. Il s'agit de :[réf. nécessaire]
- collecte des déchets des ménages et déchets assimilés
- traitement des déchets des ménages et déchets assimilés
- activités sociales
- création, aménagement, entretien et gestion de zone d'activités industrielle, commerciale, tertiaire, artisanale ou touristique
- action de développement économique (Soutien des activités industrielles, commerciales ou de l'emploi, Soutien des activités agricoles et forestières...)
- construction ou aménagement, entretien, gestion d'équipements ou d'établissements sportifs
- schéma de cohérence territoriale (SCOT)
- schéma de secteur
- création, aménagement, entretien de la voirie
- tourisme

### Régime fiscal et budget
La communauté de communes est un établissement public de coopération intercommunale à fiscalité propre.
Afin de financer l'exercice de ses compétences, l'intercommunalité perçoit la fiscalité professionnelle unique (FPU) – qui a succédé à la taxe professionnelle unique (TPU) – et assure une péréquation de ressources entre les communes résidentielles et celles dotées de zones d'activité.
Elle ne verse pas de dotation de solidarité communautaire (DSC) à ses communes membres.

## Projets et réalisations
Conformément aux dispositions légales, une communauté de communes a pour objet d'associer des « communes au sein d'un espace de solidarité, en vue de l'élaboration d'un projet commun de développement et d'aménagement de l'espace ».